# Caltha appendiculata
Caltha appendiculata (лат.) — травянистое многолетнее растение, вид рода Калужница семейства Лютиковые (Ranunculaceae). Ареал охватывает несколько стран Южной Америки.

## Ботаническое описание
Травянистое многолетнее растение высотой от 2½-7 см, часто растущая скученно на больших площадях, с толстыми корневищами. Сильные стебли немного ветвятся, несколько удлинённые. Толстые и мясистые листья состоят из короткого черешка и пластины длиной от шести до десяти мм, которая имеет яйцевидное, эллиптическое или продолговатое очертание, цельный край или разделена на три доли, а на верхушке обычно ретуширована. Возле серединки на лицевой стороне листа вверх расположены два или три узких листовидных выроста. Из-за этого листовая пластинка в целом напоминает раскрытую книгу. Эти придатки фактически гомологичны ушкам в основании лопасти листа у видов рода Caltha в Северном полушарии.
Слабо пахнущие сладковатые актиноморфные одиночные цветки от одного до двух см в поперечнике имеют пять раскидистых, ланцетных, от бледно-жёлтых до кремово-зелёных чашелистиков с пурпурным краем, постепенно сужающихся к верхушке. Мужские цветки имеют толстые, желобчатые цветоносы. Тычинок обычно девять. В пяти завязях семена не образуются. Женские цветки имеют рудиментарные стаминодии и от пяти до девяти сжатых завязей с папиллозным внешним слоем. В каждой завязи содержится до семи-восьми яйцеклеток, из которых обычно одна или две развиваются в бледно-коричневые, блестящие семена. Цветение длится с конца весны до лета. Число хромосом 2n=48.

## Распространение и экология
Вид встречается на Островах Эрмита, Фолклендских островах, Огненной Земле и в Южных Андах, в водоёмах, на болотах и других влажных местах, на уровне от 0 до 2000 м.